# Turistická značená trasa 7210
 Turistická značená trasa 7210 je 7,5 km dlouhá žlutě značená trasa Klubu českých turistů v okrese Trutnov spojující Černý Důl a Liščí louku. Její převažující směr je severní. Převážná část trasy se nachází na území Krkonošského národního parku.

## Průběh trasy
Turistická trasa má svůj počátek na náměstí v Černém Dole, kde přímo navazuje na stejně značenou trasu 7211 z Velké Úpy. Zároveň zde končí modře značená trasa 1812 z Pece pod Sněžkou. Trasa vede nejprve severozápadním směrem na okraj zástavby města k místnímu skiareálu, přechází na zpevněnou cestu a stoupá loukami. Asi po jednom kilometru mění směr k severu a částečně po asfaltové komunikaci, částečně podél ní stoupá k Böhnischovým Boudám. Nad nimi vstupuje do lesa a po lesní cestě stoupá na vrchol Jeleního vrchu. V sedle mezi ním a Slunečním vrchem se lesní cesta mění v asfaltovou komunikaci a klesá k severu na křižovatku Rejdiště s tzv. Horskou silnicí, kde se kříží i s modře značenou trasou 1810 z Vrchlabí na Hrnčířské Boudy. Odtud opět stoupá k severovýchodu nejprve po lesní cestě a posléze po asfaltové komunikaci k Tetřevím Boudám, kde se nachází rozcestí se zeleně značenou trasou 4207 z Hrnčířských Bud do Špindlerova Mlýna. Trasa 7210 stoupá pokračuje ve stoupání k mostu přes Černý potok, kde se kříží s další zeleně značenou trasou 4208 z Velké Úpy k Dvorské boudě. Trasa 7210 nyní prudce stoupá k severu po lesní pěšině na Liščí louku na rozcestí s červeně značenou trasou 0407 Černá Hora – Chalupa Na Rozcestí, kde končí.

## Historie
- V lukách severozápadně od Černého Dolu došlo k několikeré změně trasy, kdy byly úseky vedoucí loukou převedeny na nedalekou zpevněnou cestu a naopak.
- Z Bönischových bud vedla trasa dříve příměji na Jelení vrch po pěšině kolem čp. 170 a mimo sedlo mezi Jelením Vrchem a Špičákem.
- Rozcestí Rejdiště se v období, kdy byla trasa 1810 trasována údolím Zlatého potoka, nacházelo asi o 100 metrů dále na křižovatce s dnes již téměř zaniklou lesní cestou.[3]

## Turistické zajímavosti na trase
- Skiareál Černý Důl
- Hornické naučné stezky v Černém Dole
- Tetřeví Boudy
- Vyhlídkové místo na Liščí louce
- Lyžařská bouda